# Frederik Willem de Klerk
Frederik Willem de Klerk (Joanesburgo, 18 de março de 1936 — Cidade do Cabo, 11 de novembro de 2021) foi um político sul-africano que foi presidente da África do Sul de setembro de 1989 a maio de 1994, o último branco a ocupar o cargo. De Klerk foi também o líder do Partido Nacional, de fevereiro de 1989 a setembro de 1997.
Nascido em Joanesburgo em uma influente família africânder, de Klerk estudou na Universidade de Potchefstroom antes de começar uma carreira como advogado. Ele se filiou ao Partido Nacional, que tinha ligações com sua família, sendo eleito para o Parlamento e foi membro do governo de P. W. Botha, exercendo vários postos ministeriais. Como ministro, apoiou e implementou políticas do Apartheid, um sistema de segregação racial que privilegiava os sul-africanos brancos em detrimento da maioria negra. Após a renúncia do presidente Botha em 1989, de Klerk o substitui, primeiro como líder do Partido Nacional e depois como Presidente do país. Embora observadores da época acreditassem que de Klerk continuaria com as políticas de Botha em defesa do apartheid, ele decidiu seguir ao caminho oposto e apostar na abertura política e encerrar a política estatal de segregação. Estava ciente da crescente animosidade e violência étnica que estava levando a África do Sul a uma guerra civil racial. Com o evoluir da situação crise, as forças de segurança do Estado cometeram abusos generalizados de direitos humanos e incentivavam a violência entre os povos Xhosa e Zulu, embora de Klerk negasse que sancionou estas atitudes. Então, para apaziguar o clima tenso interno da nação, além das condenações da comunidade internacional, ele permitiu marchas e manifestações antiapartheid, legalizou uma série de partidos políticos antiapartheid anteriormente proibidos e libertou ativistas presos, incluindo Nelson Mandela. O presidente também desmantelou o programa nuclear sul-africano.
De Klerk negociou com Mandela o desmantelamento do governo do apartheid e estabeleceu a transição política para o sufrágio universal. Em 1993, ele formalmente se desculpou pelos efeitos maléficos do apartheid, mas não pelo apartheid em si. Ele supervisionou a eleição livre de 1994 onde Mandela liderou o Congresso Nacional Africano (o ANC) a vitória; o Partido Nacional de Frederik de Klerk terminou em segundo lugar. De Klerk foi vice-presidente de Mandela em sua coalizão, formando o Governo de Unidade Nacional. Nesta posição, ele apoiou as políticas econômicas liberais do governo Mandela, mas se opôs à instituição da Comissão de Verdade e Reconciliação que deveria investigar violações de direitos humanos na era do Apartheid. De Klerk defendia anistia completa. Sua relação de trabalho com Mandela era tensa, embora mais tarde falasse positivamente dele. Em maio de 1996, após o Partido Nacional se opôr a nova constituição do país, de Klerk se retirou da coalizão de governo; o partido se desfez no ano seguinte e se reformou como o "Novo Partido Nacional". Em 1997, ele se aposentou da política ativa e, a partir daí, lecionou internacionalmente.
De Klerk foi uma figura controvérsa. Ele recebeu vários prêmios, incluindo um Nobel da Paz, ganhando muitos elogios por desmantelar o apartheid e trazer sufrágio universal para a África do Sul. Por outro lado, ativistas antiapartheid o criticaram por oferecer apenas um pedido de desculpas básico pelo regime repressivo e por ignorar os abusos de direitos humanos pelas forças de segurança do Estado. Enquanto isso, membros da extrema-direita sul-africana e supremacistas brancos o acusaram de traição por abandonar o apartheid.
Em 19 de março de 2021, foi anunciado que De Klerk sofria com mesotelioma, um tipo de câncer. Alguns meses depois, em 11 de novembro, faleceu em sua casa na Cidade do Cabo, enquanto dormia, aos 85 anos de idade.